# Eugène Thivier
Siméon Eugène Thivier (* 11. Oktober 1845 in Paris; † 27. Dezember 1920 ebenda) war ein französischer Bildhauer.

## Leben
In Thiviers Familie fanden seine künstlerischen Ambitionen wenig Anklang. Gegen ihren Widerstand wurde er privater Schüler von Albert Besnard (1849–1934) und Charlotte Gabrielle Dubray (1855–1930); auch Augustin-Alexandre Dumont (1801–1884) unterwies ihn in Bildhauerei. Zudem wird Pierre Loison (1816–1886) als sein Lehrer genannt.
Thivier fertigte Allegorien von Glück und Liebe in neoklassischem Stil, wobei er dem Symbolismus nahe stand. Er stellte ab 1865 auf dem Pariser Salon aus und wurde 1887 Mitglied der Société des Artistes Français. Hier erhielt er 1887 eine Auszeichnung und 1892 sowie 1900 jeweils eine Bronzemedaille.
Eugène Thivier war der Bruder des akademischen Malers Émile Louis Thivier (1858–1922).

## Werke (Auswahl)

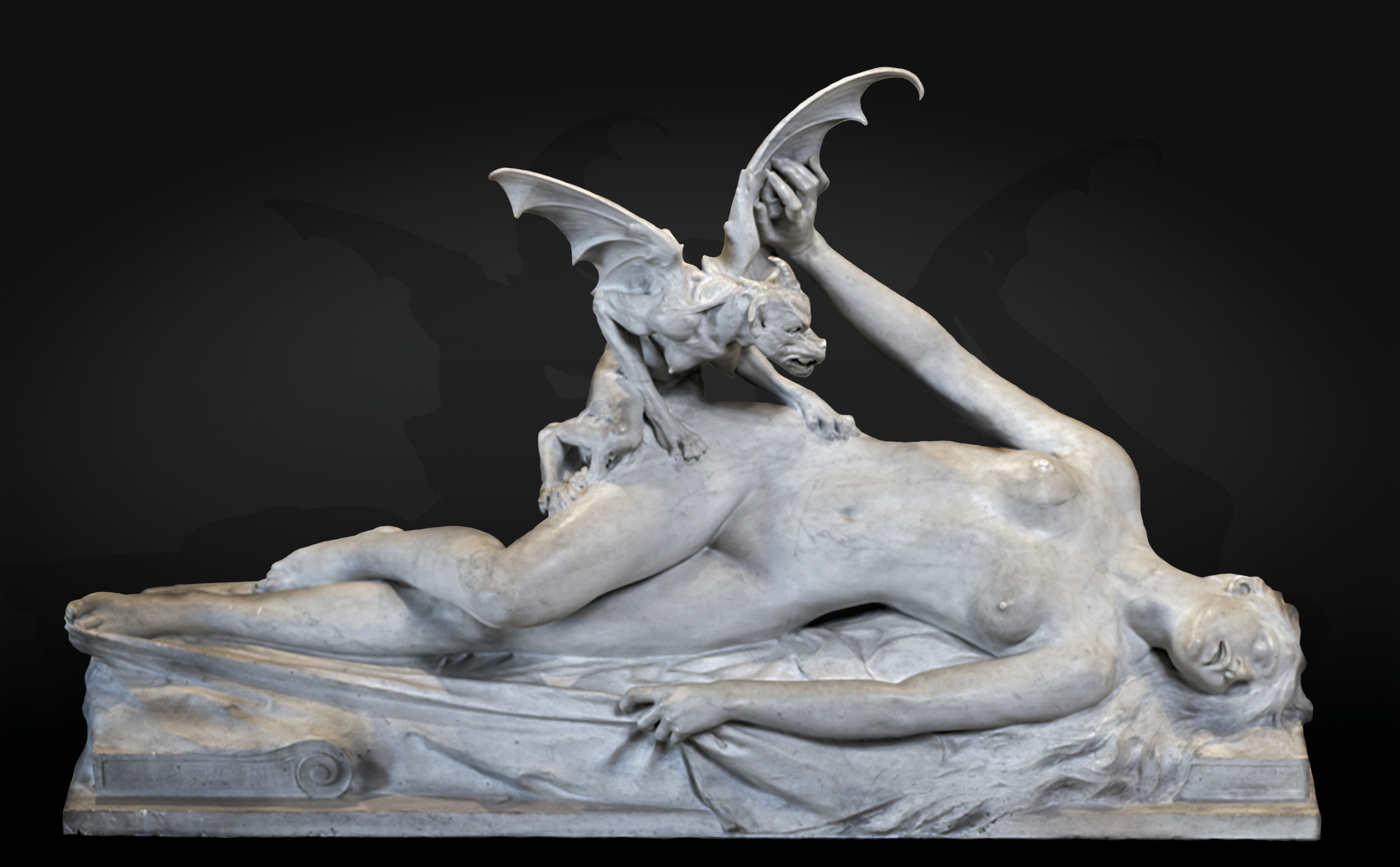
Thiviers Cauchemar (Albtraum)

Sein bekanntestes Werk Cauchemar (deutsch Albtraum), ein üppiger weiblicher Akt, schuf Thivier aus weißem Marmor. Die allegorische Skulptur zeigt eine nackte, liegende Frau im Griff eines Albtraums, über deren Körper ein  Gargoyle kriecht. Die Skulptur befindet sich heute im Musée des Augustins in Toulouse.
Andere seiner Arbeiten trugen Titel wie:
- Fontaine de Jouvence, deutsch Jungbrunnen, Rio de Janeiro 1906
- Buste de Alfred Sisley, Büste mit Abbild von Alfred Sisley, Moret-sur-Loing 1911
- Buste d’homme, Büste eines Mannes aus Terrakotta, Étampes
- Femme indienne d’Amérique à la harp, Indianerin mit Harfe, Bronze
- Danseuse du ballet de Faust, Tänzerin im Faust-Ballett
- Moissonneuse, Erntehelferin